# Eremophila platythamnos
Eremophila platythamnos är en flenörtsväxtart som beskrevs av Friedrich Ludwig Diels. Eremophila platythamnos ingår i släktet Eremophila och familjen flenörtsväxter. Inga underarter finns listade i Catalogue of Life.